# Рошіорі (Васлуй)
Рошіорі (рум. Roșiori) — село у повіті Васлуй в Румунії. Входить до складу комуни Бунешть-Аверешть.
Село розташоване на відстані 300 км на північний схід від Бухареста, 25 км на північний схід від Васлуя, 49 км на південний схід від Ясс.

## Населення
За даними перепису населення 2002 року у селі проживали 240 осіб, усі — румуни. Усі жителі села рідною мовою назвали румунську.